# Petrolândia (Santa Catarina)
Petrolândia is een gemeente in de Braziliaanse deelstaat Santa Catarina. De gemeente telt 6.188 inwoners (schatting 2009).

## Aangrenzende gemeenten
De gemeente grenst aan Agrolândia, Atalanta, Bom Retiro, Chapadão do Lageado, Ituporanga en Otacílio Costa.

## Verkeer en vervoer
De plaats ligt aan de weg BR-486/SC-110.